# 커리부르스트
커리부르스트(독일어: Currywurst 쾨리부르스트[*])는 독일의 소시지 요리이다. 브라트부르스트 등의 소시지에 커리 케첩 또는 커리 향신료가 들어간 토마토 소스를 얹고 커리 가루를 뿌린 음식으로, 흔히 감자 튀김과 먹는다. 주로 테이크아웃 음식점이나 길거리 음식 등으로 판매되며, 식당의 어린이 메뉴로도 제공된다. 독일 전역에서 즐겨 먹지만 특히 베를린, 함부르크, 루르 등 대도시권에서 인기가 많다. 독일의 국민 음식 가운데 하나로 여겨진다.

## 이름
독일어 "쾨리부르스트(Currywurst)"는 "커리"를 뜻하는 "쾨리(Curry)"와 "소시지"를 뜻하는 "부르스트(Wurst)"를 합친 말로, "커리 소시지"라는 뜻이다.

## 역사
1949년 헤르타 호이버가 처음 개발했다고 알려져 있다.

## 만들기
브라트부르스트 등의 돼지고기 소시지를 기름에 지진 다음, 한 입 크기로 자르고, 커리 케첩 또는 커리 향신료가 들어간 토마토 소스를 얹는다. 그 위에 커리 가루를 뿌리고, 감자 튀김 등을 곁들여 낸다. 

## 사진

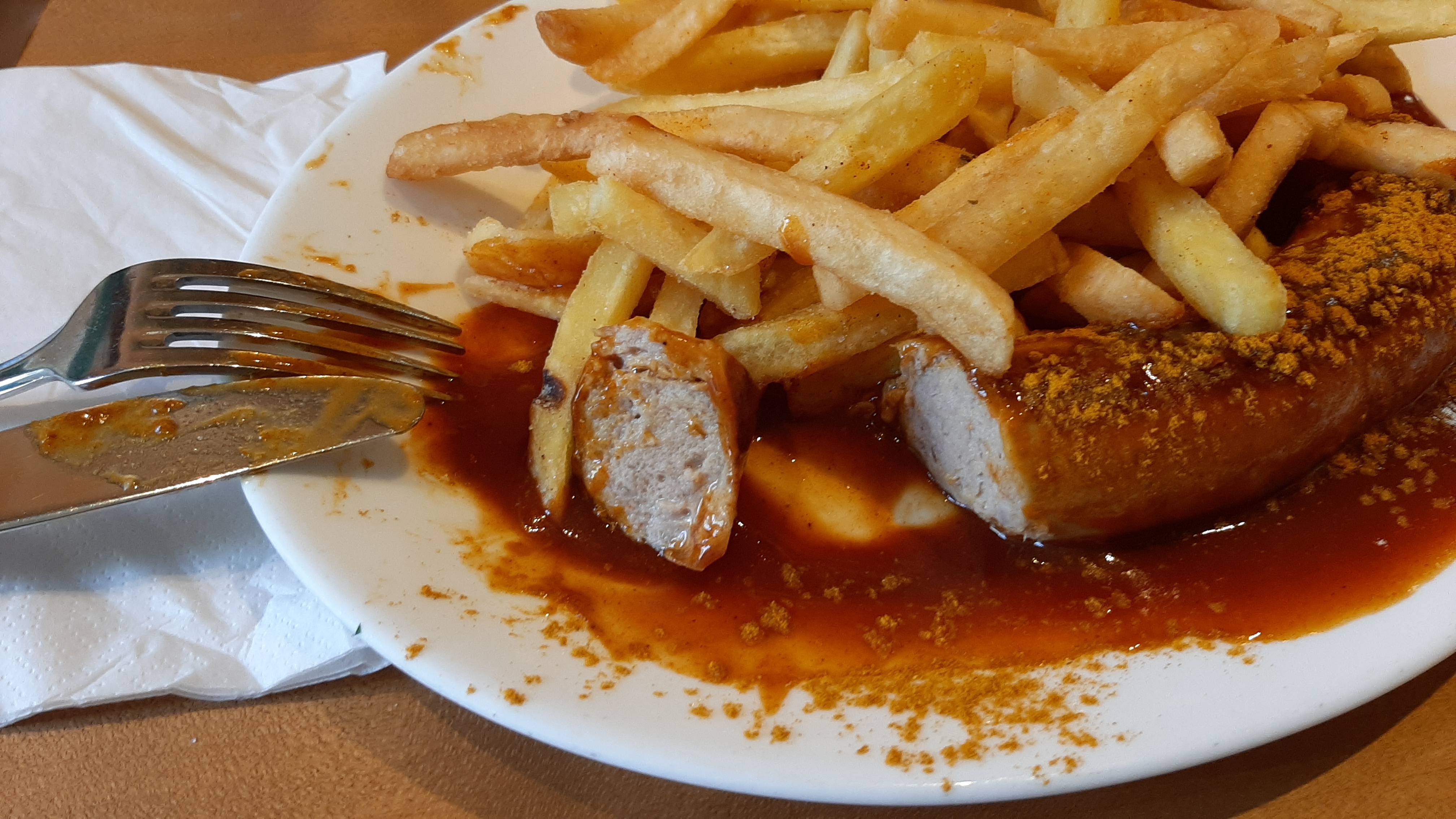
커리부르스트와 감자 튀김

## 같이 보기
- 살치파파